# Via Camerelle
Via Camerelle è una strada di Capri, in Campania, conosciuta per essere la maggiore arteria commerciale dell'isola.
Anticamente denominata via Anticaglia, lungo il suo tracciato si ergono i ruderi di quaranta cisterne che servivano di base e terrazzamento alla via ideata dai Romani che collegava il Castiglione alla villa imperiale di Tragara.
Il nome della strada, che partendo dalla piazzola del Grand Hotel Quisisana procede dritta sino all'inizio di via Tragara, ha un'origine incerta: difatti sono presenti numerose teorie che giustificano tale toponimo.

## Toponimia
In tempi remoti la strada era nota come via Anticaglia; il termine «Anticaglia» probabilmente si riferisce ai ruderi delle quaranta cisterne romane che si snodavano lungo il tracciato della via.
Tale appellativo cadde in disuso nel XVIII secolo, quando si iniziò a indicare la strada come via Camerelle. Sebbene alcune ipotesi affermino che con tale nome ci si riferisse a un cammino pietroso alle falde del monte Tuoro, la teoria più accreditata enuncia, come già accennato, che questo appellativo designa le numerosissime cisterne fatte costruire lungo il tracciato della strada in età romana.

## Storia
(Rosario Mangoni)

Via Camerelle negli anni trenta; si notino le arcate delle antiche cisterne, adattate poi in lussuose boutique.

La strada, costruita in età romana, poggiava su circa quaranta potenti arcate di cui è possibile vedere ancor oggi i mattoncini rigorosamente ordinati l'uno accanto all'altro. Questi possenti archi, chiusi da un lato dal profilo della montagna, formavano degli ambienti chiusi su tre lati, le cosiddette «camarelle» o «camerelle».
Sulla funzione di tali strutture sono state avanzate numerose congetture. Oltre alle ipotesi che le stesse fossero state un circo od un anfiteatro, oggi ritenute non veritiere, si è consolidata l'opinione che questi ambienti siano stati anticamente adibiti a cisterne. Tale teoria è avvalorata sia dal ritrovamento di numerose condutture e tubazioni di piombo nell'area della struttura dei vani, nella classica forma a botte, tipica delle cisterne.
Come già accennato, via Camerelle fu costruita con l'intento di collegare il centro dell'isola con la villa imperiale di Tragara, la quale si ergeva sull'omonimo belvedere. Sebbene rivestisse un ruolo importante, in età imperiale la strada era molto stretta, poco curata e ingombra di cespugli, pietre e rovi. Narra infatti Svetonio nella sua opera Vite dei Cesari:
Nel Medioevo le cisterne furono aperte sul fronte della strada e adibite a depositi vari, in cui venivano collocate bestie da soma o da tiro.
La strada venne interessata da alcuni studi all'inizio del XVIII secolo. Nel Settecento, secolo ritenuto come trasgressivo e libertino, ebbero luogo alcune ricerche che portarono a pensare che, negli ambienti sui quali poggiava la via, si esercitasse l'arte della prostituzione. Difatti le camerelle vennero confuse con le cosiddette «sellarie» che Svetonio citò come degli ambienti decorati con immagini pornografiche dove l'imperatore passava il tempo assistendo a giochi erotici. Tale teoria, tuttavia, non fu mai popolare tra gli studiosi dell'epoca poiché Svetonio non menziona l'esatta localizzazione delle sellarie e la loro identificazione nelle camerelle non ha mai ottenuto riscontri attendibili.
Venne formulata sempre nello stesso secolo una seconda teoria che, come già accennato, vedeva in quegli ambienti chiusi su tre lati delle cisterne per raccogliere l'acqua, bene in età romana ricercatissimo nell'isola, e per far passare le condutture.
Via Camerelle cambiò per la prima volta aspetto nella seconda metà del XIX secolo. Infatti, in quella che Edwin Cerio descriveva una «strada sterrata», si edificò nel 1879 la villa Pompeiana su progetto del tedesco Adolf Kottgen. Questa dimora, sorta su una delle cisterne tiberiane, presenta un profilo ad U con un patio quadrangolare compreso tra due ali porticate; la stessa, inoltre, è chiamata in tal modo per le sue caratteristiche che richiamano la tipica casa romana.

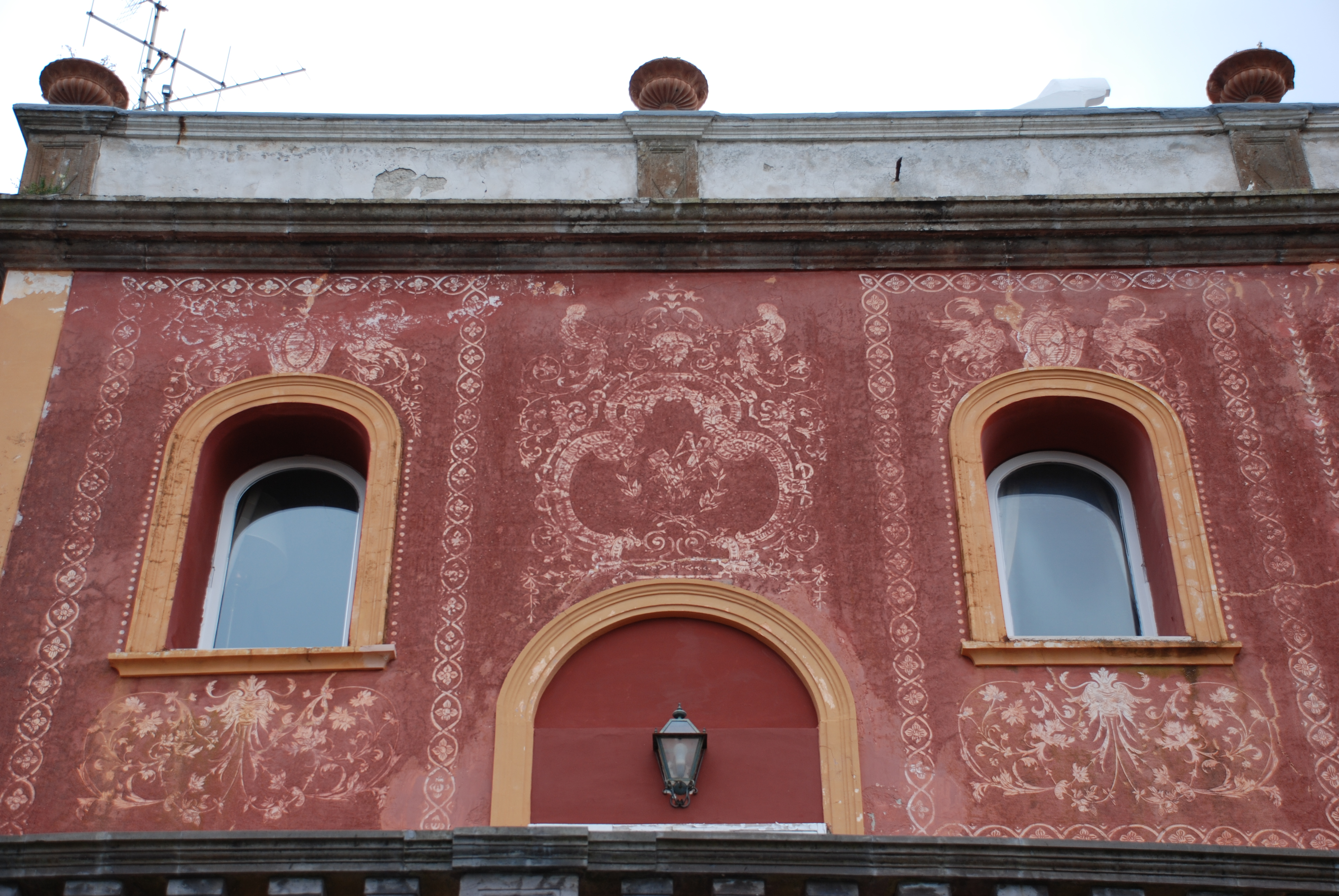
La villa Pompeiana, edificata su progetto di Adolf Kottgen.

Un'altra villa sorta lungo il tracciato della strada è la villa Jenny, costruita nel 1902 da Giorgio Cerio che la dedicò alla moglie. La villa è caratterizzata da una loggia circondata da numerose colonne e da un portico pavimentato con marmi policromi di origine romana.
Via Camerelle restò distaccata dalla vita frenetica caprese sino agli inizi del XX secolo, durante il quale la strada prese vita animata dalle migliaia di turisti che visitarono l'isola agli inizi del Novecento. Durante questo periodo, che è possibile designare come la «prima fase d'oro» della via, si inaugurò il noto hotel Quisisana, le cui cucine si affacciano sull'inizio della strada, e vennero inaugurati numerosi negozietti d'artigianato; inoltre l'ampio spazio incolto presente lungo il tratto terminale della strada, esteso circa 2000 m², venne convertito in un lussureggiante giardino esotico.
La strada visse invece la «seconda fase d'oro» negli anni quaranta durante i quali gli angloamericani, una volta sbarcati a Capri, fissarono il loro quartier generale in alcune suite dell'hotel Quisisana. Gli Alleati, venuti nell'isola per «dimenticare gli orrori della guerra» e per «trascorrere la tanto sospirata licenza premio di una settimana», dedicandosi al puro divertimento fecero aprire numerosi negozi, che avrebbero venduto loro souvenir od altri oggetti. Infatti grazie a loro nel 1943 aprì la gioielleria Chantecler, gestita dal napoletano Pietro Capuano, la quale per circa venti anni costituì l'unico negozio di lusso della strada.
Negli anni cinquanta infine l'isola, avendo accentuato le sue caratteristiche frivole e mondane, diventò una meta privilegiata del turismo di massa; di conseguenza via Camerelle divenne sempre più legata alle grandi firme della moda che vi aprirono numerosi negozi di lusso, presenti ancor oggi.

## Tracciato

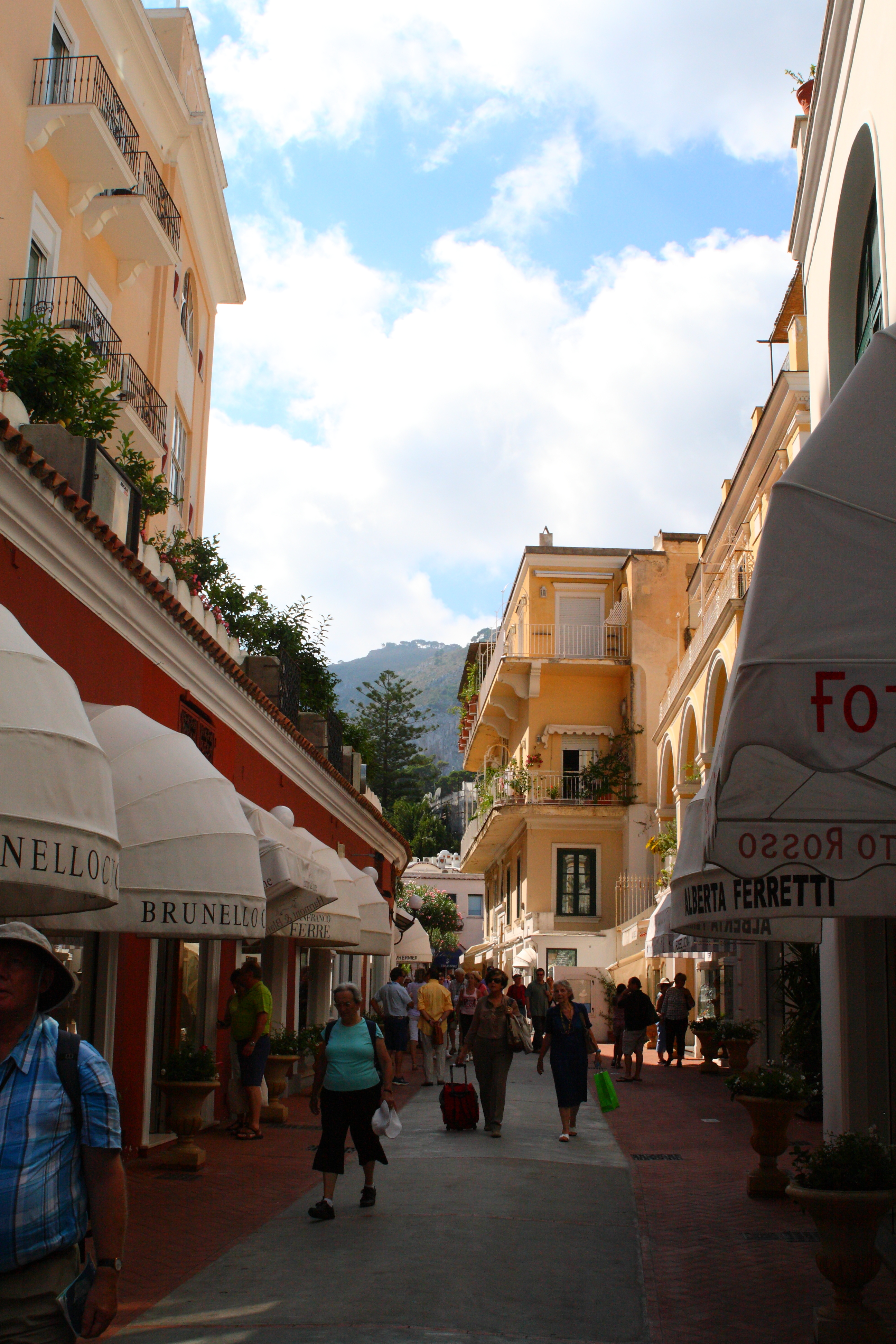
La seconda tratta di via Camerelle.

Il percorso stradale moderno di via Camerelle collega l'abitato della Capri centrale, partendo dall'hotel Quisisana, all'inizio di via Tragara e di via Occhio Marino, che conducono entrambe alla parte sud-orientale dell'isola.
La strada, lunga 273 metri, segue un percorso perlopiù rettilineo che è possibile dividere in più sezioni. La prima sezione comprende l'intera piazzola sulla quale si affaccia l'hotel Quisisana ed è spesso nota semplicemente come «piazzola del Quisisana». La seconda sezione, invece, comprende l'intero tratto compreso tra il Quisisana e l'inizio di via Ignazio Cerio. Questa porzione, nella quale è compreso l'inizio delle arcate sulle quali poggia la via, comprende la maggioranza delle boutique della strada. La terza e ultima tratta, infine, è racchiusa tra la villa Pompeiana e il termine della strada. Questa sezione, di una discreta importanza archeologica, comprende perlopiù ristoranti e negozi d'abbigliamento.

## Archeologia
Via Camerelle ricopre, come già accennato una discreta importanza archeologica; le poche strutture superstiti, tuttavia, sono inglobate nelle facciate dei negozi presenti nel lato a monte della strada.

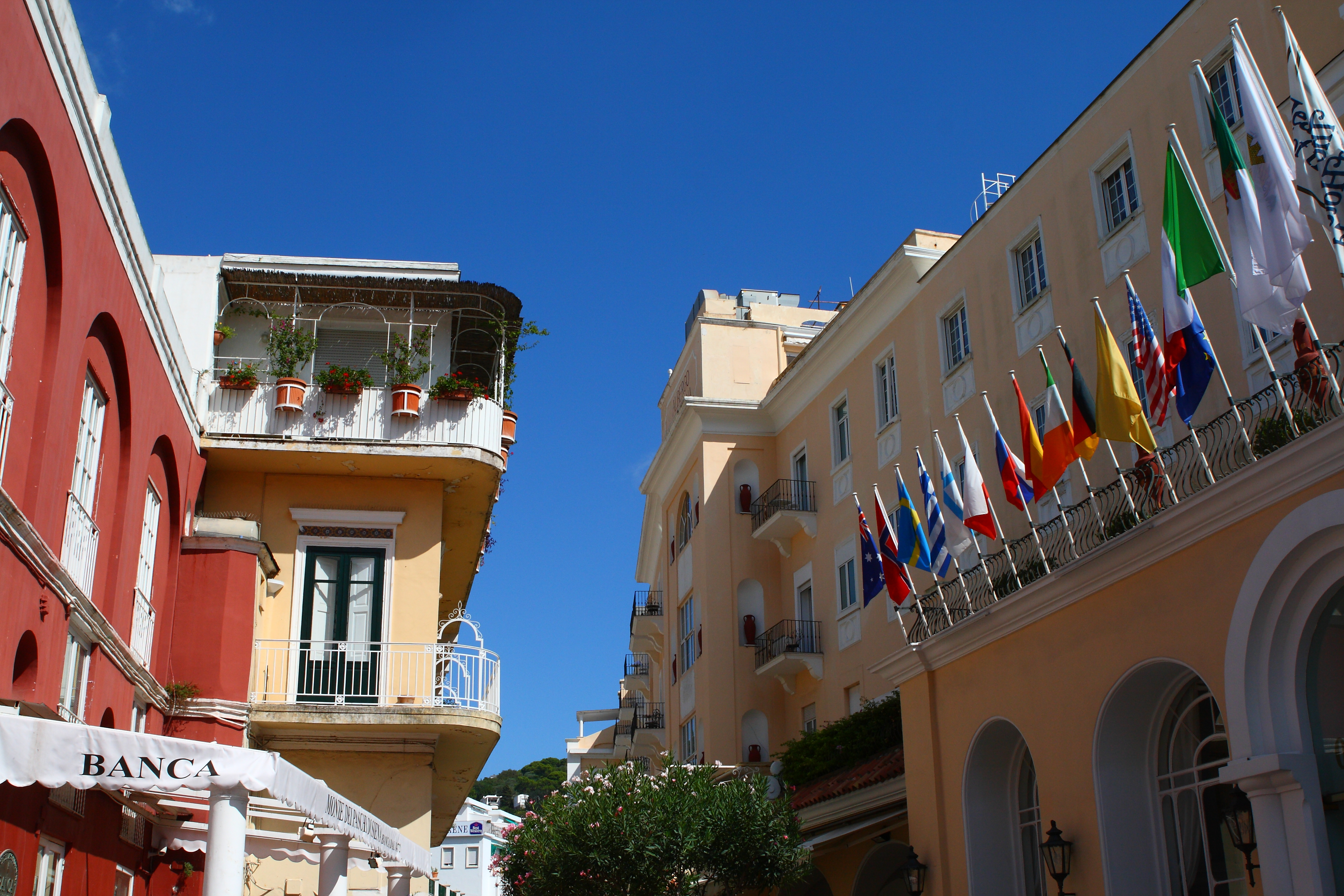
Il Grand Hotel Quisisana.

### Piazzola del Quisisana (prima tratta)
In origine «presso l'hotel Quisisana» vi erano «parti informi di muratura antica» portate alla luce nel 1928 mentre erano in corso lavori pubblici per la realizzazione di «cavamenti di fognature». Le strutture (che vennero distrutte, in quanto ritenute di «niuna importanza») vengono citate solo in pochissimi dati d'archivio, in quanto non sono stati reperiti ulteriori dati sulla loro esatta ubicazione.
Altri scavi nella piazzola porteranno alla luce ulteriori reperti: nel 1935 «nel suolo attiguo alla piazzetta del Quisisana» vennero rinvenute «mura grezze in opera incerta» mentre si lavorava per costruire un palazzo residenziale.

### Seconda tratta
A tre metri del lato di calpestio, sul lato settentrionale della strada, sono rimasti brevi tratti di un muro orientato in senso est-ovest, con paramento in opera laterizia.
Si ricorda anche che, nel 1952 venne rinvenuto un muro «in opera incerta, con sottointonaco in cocciopesto», del quale ormai si hanno notizie esclusivamente bibliografiche.

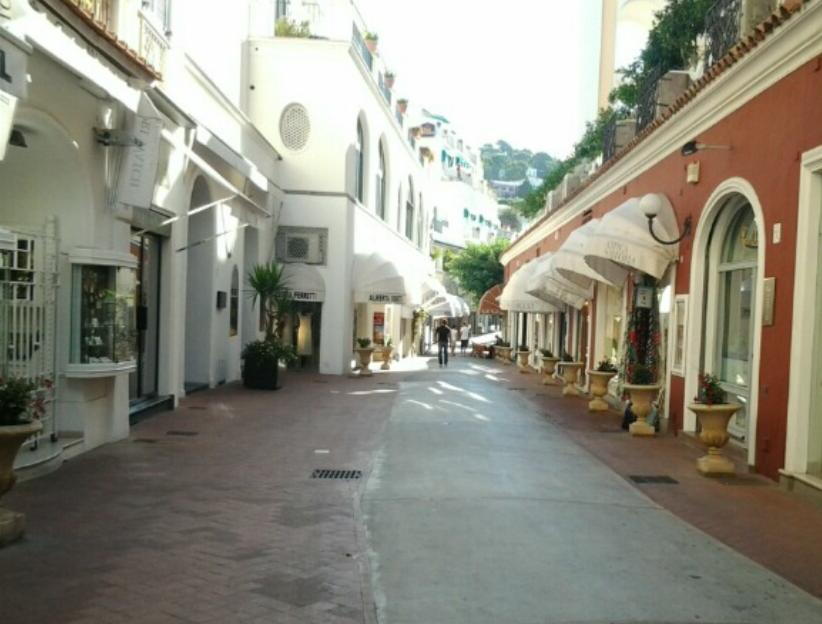
La seconda tratta di via Camerelle.

Nei pressi della villa Pompeiana, inoltre, sono presenti altri reperti: oltre a un muro in opera laterizia (visibile poco avanti l'abitazione), nell'angolo sud-orientale della strada si conservano le rovine di un muro ortogonale alla strada orientato in direzione nord-sud. L'unico elemento superstite della struttura è il nucleo, inglobato nel muro moderno (dal quale sporge in fuori) e realizzato in pietre calcaree con malta di pozzolana e calce.

### Terza tratta
Dopo la villa Pompeiana (più precisamente, in corrispondenza dell'ingresso del civico 71A) si conservano il nucleo della struttura muraria ad archi, che sosteneva la strada antica, e un breve tratto di muro, leggermente aggettante e orientato in senso nord-sud.
In sezione è possibile vedere anche uno strato di intonaco, che taglia in senso longitudinale la struttura, alla quale risulta pertinente nella sua parte occidentale. Poco distante da quest'ultima vi è il nucleo di un breve tratto di muro, orientato in direzione nord-sud e compreso nella facciata moderna della strada.
Al termine di via Camerelle, infine, è presente una porzione di muro, orientato in direzione est-ovest, lungo due metri e conglobato nel muro di contenimento del terrazzo naturale della strada.